# Guerres anglo-néerlandaises

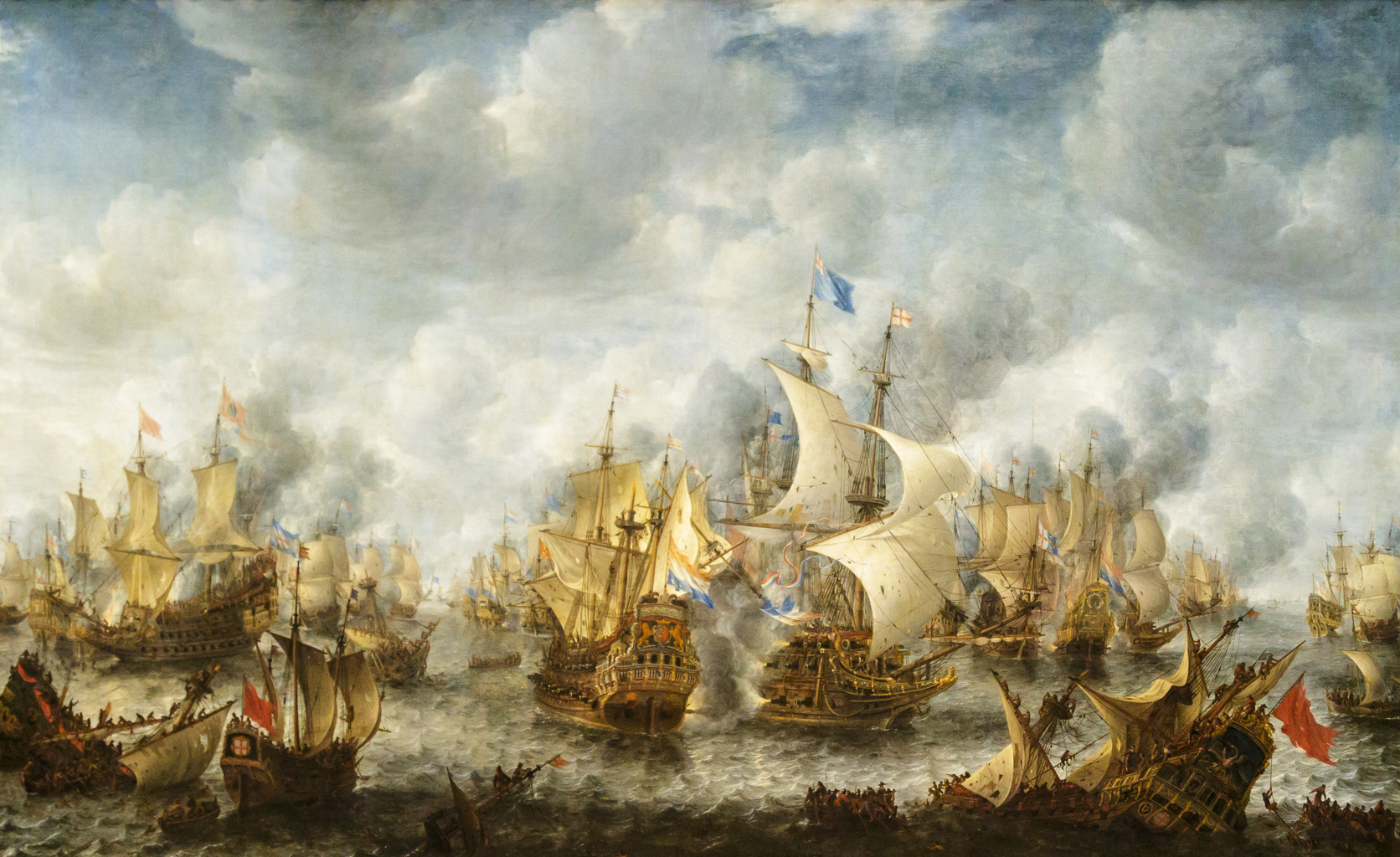
La bataille de Scheveningen, lors de la Première guerre anglo-néerlandaise, peinte par Jan Abrahamsz Beerstraaten.

Les guerres anglo-néerlandaises — Anglo-Dutch Wars en anglais et Engels-Nederlandse oorlogen en néerlandais — sont une série de quatre guerres au XVIIe siècle et au XVIIIe siècle entre l'Angleterre puis le Royaume de Grande-Bretagne et les Provinces-Unies. Leur enjeu est le contrôle des échanges commerciaux internationaux ; de ce fait, la quasi-totalité des combats sont menés sur mer.

## Contexte
L'écroulement de la puissance espagnole après la guerre de Trente Ans laisse les Provinces-Unies et l'Angleterre développer leur puissance sur les mers. Les deux pays sortent d'une guerre : l'indépendance des Provinces-Unies à la suite de la guerre de Quatre-Vingts Ans et la paix en Angleterre à la fin de la Première révolution anglaise.

## Liste des conflits

### Première guerre anglo-néerlandaise
La première des quatre guerres anglo-néerlandaises a lieu de 1652 à 1654. Il s'agit d'une conséquence imprévue de la Première Révolution anglaise qui souhaite contrôler le commerce des colonies britanniques, en particulier par le blocus de la Barbade, pour affaiblir les royalistes qui s'y sont réfugiés et couper leurs liens avec ceux qui sont restés en Angleterre. Dans ce but, le parlement anglais a créé de nouvelles taxes à partir de 1643, comme celle qui prélève 25 % des « rentes annuités et offices » pour financer un énorme effort de guerre, en particulier dans la construction de navires. L'Angleterre fait un énorme effort de modernisation de sa flotte dans les années 1640, construisant pendant les quatre premières années plus de navires que pendant les 25 précédentes. Le Parlement craint en particulier que les royalistes exilés à l'étranger ne contrôlent progressivement toute la flotte marchande par la piraterie. Une loi du 10 novembre 1650 créée une taxe de 15 % sur la cargaison de tous les navires marchands, pour financer leur protection sous forme de convois escortés par des navires de guerre.
Les Actes de Navigation devinrent la justification de la croissance de la Royal Navy. Les Anglais décident d'intercepter les navires français travaillant pour les royalistes anglais des colonies, puis capturent des dizaines de bateaux néerlandais lors du blocus de la Barbade en 1651. La guerre commence par des attaques anglaises de navires marchands néerlandais. Les Pays-Bas répliquent plus violemment que prévu en raison de conflits internes pour le pouvoir. Le tout dégénère en grandes batailles navales entre les navires du Commonwealth de l'Angleterre et ceux des Provinces-Unies. Même si la guerre est indécise, la marine anglaise y gagne en assurance dans le sillage des Actes de Navigation.

### Deuxième guerre anglo-néerlandaise
La Deuxième guerre anglo-néerlandaise a lieu de 1665 à 1667. Elle fait suite à la Première guerre anglo-néerlandaise, qui se conclut par une victoire néerlandaise. Tout comme la première, la Deuxième guerre anglo-néerlandaise a pour principal enjeu la maîtrise des principales routes commerciales maritimes, sur lesquelles la Hollande et la Zélande exerçaient pour l'instant une nette domination. Elle se conclut par le traité de Bréda le 31 juillet 1667.

### Troisième guerre anglo-néerlandaise
La Troisième guerre anglo-néerlandaise a lieu de 1672 à 1674. Elle est un conflit sous-jacent à la guerre de Hollande que Louis XIV engage en 1672 et qui ne se termine qu'en 1678. Le Parlement anglais contraint finalement le roi Charles II à faire la paix avec les Pays-Bas.

### Quatrième Guerre anglo-néerlandaise
La Quatrième guerre anglo-néerlandaise a lieu de 1780 à 1784. Elle est un conflit sous-jacent à la guerre d'indépendance des États-Unis. La défaite des Provinces-Unies permet à la puissance britannique de soutirer de nombreuses concessions coloniales dans les Indes néerlandaises.